# Beautiful Garbage
Beautiful Garbage (или beautifulgarbage, в пер. с англ. «Прекрасный мусор») — третий студийный альбом шотландско-американской рок-группы Garbage, выпущенный в октябре 2001 года лейблами Mushroom Records во всём мире и Interscope Records в Северной Америке. Альбом был записан в течение одного года, во время которого Ширли Мэнсон вела еженедельный онлайн-дневник, в котором писала о том, как проходит работа над диском. Beautiful Garbage отличается от предыдущих альбомов большим разнообразием музыкальных стилей, сильными мелодиями, более открытой и искренней лирикой и звучанием, сочетающем в себе рок с элементами электронной музыки, новой волны и хип-хопа.
Диск получил неоднозначную реакцию критиков и фанатов группы, но несмотря на это Beautiful Garbage дебютировал на первом месте Billboard 200, возглавил чарты Австралии и попал в «Топ-10 альбомов года» журнала Rolling Stone.

## Запись
Работа над Beautiful Garbage началась в сентябре 1999 года, когда Garbage собрались в студии во время мирового турне в поддержку альбома Version 2.0. Группа записала два трека, «Silence Is Golden» и «Til the Day I Die», которые музыканты рассматривали как возможные би-сайды к будущим синглам. В конечном же итоге эти две композиции были включены в новый альбом.
В начале 2000 года американский дистрибьютор Garbage Almo Sounds был продан Universal Music Group, и группа решила уйти с лейбла, но Universal Music был против этого, и дело закончилось судом, вставшим на сторону музыкантов. Garbage подписали контракт с Interscope Records и в апреле 2000 года в Smart Studios приступили к работе над третьим альбомом. При работе над материалом группа ещё больше экспериментировала со звуком, тем самым стараясь отойти от традиционного рок-звучания. Музыканты использовали большое количество различных средств обработки звука и клавишных инструментов. По словам участников группы, они стремились создать как можно более насыщенное звучание. Во время записи пластинки к Garbage присоединился концертный участник группы Дэниел Шульман, исполнивший бас-партии в композициях «Androgyny» и «Nobody Loves You», и Мэтт Чемберлен, который сыграл на барабанах в «Can’t Cry These Tears» и «Cup of Coffee». В мае 2001 года запись альбома была окончена. Позднее в Нью-Йорке прошёл процесс микширования пластинки. Название альбома выбиралось при участии фанатов, среди которых на официальном сайте группы был объявлен конкурс на лучший вариант (окончательное название — слова из песни Hole «Celebrity Skin» 1998 года).

## Релиз альбома
Релиз Beautiful Garbage состоялся 1 октября 2001 года, через три недели после терактов 11 сентября в Нью-Йорке. Из-за этого альбом, также как предшествовавший ему сингл «Androgyny», сильно пострадал из-за отсутствия рекламной кампании. Но несмотря на это диск дебютировал на 2-й строчке European Top 100 Albums, на 13-й строчке Billboard 200 и на 1-й строчке Top Electronic Albums, оставаясь в чарте в течение семи недель. Также альбом возглавил австралийский чарт.

### Beautiful Garbage mixer

Скриншот программы Beautiful Garbage mixer

CD-версия Beautiful Garbage содержала специальное программное обеспечение, созданное компанией Sonic Foundry, с помощью которого пользователи могли создать ремикс четырёх треков из альбома: «Shut Your Mouth», «Androgyny», «Breaking Up the Girl» и «Cherry Lips».
В ноябре 2001 года был проведён конкурс на лучший ремикс песни «Androgyny». Участники конкурса могли загрузить свою работу на специально созданный веб-сайт www.acidgarbage.com. Победитель получил лицензионные копии музыкальных программ Sonic Foundry: ACID Pro 3.0, Sound Forge 5.0 и Vegas Audio 2.0.

## Концертный тур

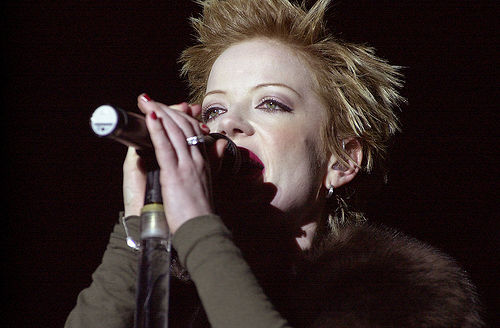
Концерт в Нью-Йорке, 2002 год

В октябре 2001 года стартовал концертный тур Beautiful Garbage World Tour, который охватывал Северную и Центральную Америку, Европу, Японию, Австралию и Новую Зеландию. Во время тура Garbage выступили на разогреве у U2, Red Hot Chili Peppers и No Doubt. Также группа выступила на нескольких рок-фестивалях и радио-шоу по всему миру. Во время гастролей Ширли Мэнсон стала терять голос, и поэтому пришлось отменить ряд концертов в Северной Америке. Вскоре у Бутча Вига выявили гепатит A и паралич Белла, вследствие чего на нескольких концертах Виг заменялся Мэттом Чемберленом и Мэттом Уолкером. В рамках этого тура Garbage дали два концерта в России: 2 июля — в Санкт-Петербурге (Ледовый дворец) и 3 июля — в Москве (Лужники). Турне завершилось концертом в городе Хэлл на Большом Каймане 10 декабря 2002 года, после чего группа взяла отпуск. Beautiful Garbage World Tour стал одним из самых коммерчески успешных туров в истории группы.

## Список композиций
| №   | Название                | Длительность |
| --- | ----------------------- | ------------ |
| 1.  | «Shut Your Mouth»       | 3:25         |
| 2.  | «Androgyny»             | 3:09         |
| 3.  | «Can't Cry These Tears» | 4:16         |
| 4.  | «Til the Day I Die»     | 3:29         |
| 5.  | «Cup of Coffee»         | 4:31         |
| 6.  | «Silence Is Golden»     | 3:49         |
| 7.  | «Cherry Lips»           | 3:12         |
| 8.  | «Breaking Up the Girl»  | 3:33         |
| 9.  | «Drive You Home»        | 4:01         |
| 10. | «Parade»                | 4:07         |
| 11. | «Nobody Loves You»      | 5:08         |
| 12. | «Untouchable»           | 3:08         |
| 13. | «So Like a Rose»        | 6:17         |

| №   | Название                                          | Длительность |
| --- | ------------------------------------------------- | ------------ |
| 14. | «Beautiful Garbage mixer» (Музыкальная программа) |              |

| №   | Название                                            | Длительность |
| --- | --------------------------------------------------- | ------------ |
| 13. | «Begging Bone»                                      | 4:50         |
| 14. | «The World Is Not Enough» (Дон Блэк, Дэвид Арнольд) | 3:56         |

## История релиза
| Дата             | Территория       | Лейбл                 | Формат(ы)                                                                    |
| ---------------- | ---------------- | --------------------- | ---------------------------------------------------------------------------- |
| 27 сентября 2001 | Япония           | Sony Music Int’l      | CD (два бонусных трека)                                                      |
| 1 октября 2001   | Великобритания   | Mushroom Records UK   | E-CD, расширенная версия E-CD, компакт-кассета, двойной LP, MiniDisc         |
| 1 октября 2001   | Западная Европа  | PIAS Recordings       | E-CD, расширенная версия E-CD, компакт-кассета, двойной LP                   |
| 1 октября 2001   | Скандинавия      | Playground Music      | E-CD                                                                         |
| 1 октября 2001   | Восточная Европа | BMG                   | E-CD                                                                         |
| 1 октября 2001   | Россия и СНГ     | BMG                   | E-CD                                                                         |
| 1 октября 2001   | Израиль          | Helicon Records       | E-CD                                                                         |
| 1 октября 2001   | Южная Африка     | David Gresham Records | E-CD                                                                         |
| 1 октября 2001   | Южная Америка    | Universal             | E-CD                                                                         |
| 1 октября 2001   | Тайвань          | Sony Music Int’l      | E-CD                                                                         |
| 1 октября 2001   | Малайзия         | Sony Music Int’l      | E-CD, компакт-кассета                                                        |
| 1 октября 2001   | Индонезия        | Sony Music Int’l      | E-CD, компакт-кассета                                                        |
| 1 октября 2001   | Таиланд          | Sony Music Int’l      | E-CD, компакт-кассета                                                        |
| 1 октября 2001   | Корея            | Sony Music Int’l      | E-CD, компакт-кассета                                                        |
| 1 октября 2001   | Австралия        | Mushroom Records      | E-CD, расширенная версия E-CD                                                |
| 1 октября 2001   | Новая Зеландия   | Mushroom Records      | E-CD, расширенная версия E-CD                                                |
| 2 октября 2001   | Канада           | Interscope Records    | E-CD                                                                         |
| 2 октября 2001   | США              | Interscope Records    | E-CD, компакт-кассета, двойной LP                                            |
| 16 сентября 2002 | Австралия        | Mushroom Records      | E-CD, ограниченное издание Australian 2002 Tour Edition                      |
| 23 ноября 2003   | Великобритания   | A&E Records           | E-CD (переиздание)                                                           |
| 28 февраля 2005  | Великобритания   | A&E Records           | Цифровая дистрибуция                                                         |
| 31 октября 2005  | Австралия        | Mushroom Records      | Двойной CD Garbage: Double Plays (совместное издание с альбомом Version 2.0) |

## Позиции в чартах и сертификации
| Чарт (2001)                                               | Высшая позиция |
| --------------------------------------------------------- | -------------- |
| Австралия Albums Chart (ARIA)                             | 1              |
| Австрия (Musikmarkt)                                      | 9              |
| Бельгия (Фландрия) Ultratip 50 Albums (BEA)               | 9              |
| Бельгия (Валлония) Ultratop 50 Albums (BEA)               | 2              |
| Канада Album Chart (Billboard)                            | 6              |
| Дания (Nielsen Music Control)                             | 12             |
| European Top 100 Albums (Billboard/Music & Media)         | 2              |
| Финляндия Albums Chart (ÄKT / IFPI Finland)               | 4              |
| Франция (SNEP)                                            | 3              |
| Германия (Media Control)                                  | 6              |
| Греция (IFPI Greece)                                      | 2              |
| Ирландия Album Chart (IRMA)                               | 4              |
| Италия (FIMI)                                             | 9              |
| Япония (Oricon)                                           | 16             |
| Нидерланды (GfK)                                          | 24             |
| Новая Зеландия Albums Chart (RIANZ)                       | 2              |
| Норвегия Albums Chart (Nielsen SoundScan)                 | 7              |
| Польша                                                    | 21             |
| Сингапур                                                  | 4              |
| Испания Albums Chart (PROMUSICAE)                         | 7              |
| Швеция Albums Chart (SRIA)                                | 29             |
| Швейцария Albums Top 100 (Media Control)                  | 10             |
| Великобритания Albums Chart (The Official Charts Company) | 6              |
| США Billboard 200                                         | 13             |
| США Top Electronic Albums (Billboard)                     | 1              |

| Чарт (2001)                          | Позиция |
| ------------------------------------ | ------- |
| Австралия                            | 57      |
| США (US Top Dance/Electronic Albums) | 2       |

| Чарт (2002)                          | Позиция |
| ------------------------------------ | ------- |
| Австралия                            | 29      |
| США (US Top Dance/Electronic Albums) | 8       |

| Страна         | Сертификация      | Продажи, экз.                              |
| -------------- | ----------------- | ------------------------------------------ |
| Австралия      | 3× платиновая     | 210,000+                                   |
| Бельгия        | Золотая           | 25,000+                                    |
| Канада         | Золотая           | 50,000+                                    |
| Франция        | Золотая           | 100,000+                                   |
| Италия         | Золотая           | 50,000+                                    |
| Новая Зеландия | Золотая           | 7,500+                                     |
| Португалия     | Серебряная        | 5,000+                                     |
| Великобритания | Золотая           | 100,000+ (121,397 экземпляров на 2007 год) |
| США            | Не сертифицирован | 405,000+ (по данным на 2008 год)           |